# Клэш, Кевин
Ке́вин Клэш (англ. Kevin Clash; род. 17 сентября 1960, Балтимор) — американский кукловод, кинопродюсер и кинорежиссёр. Наиболее известен тем, что озвучивал маппета Элмо в телепередаче «Улица Сезам» на протяжении 34 лет (222 выпуска). Обладатель более двух десятков премий «Эмми» и примерно полутора десятков других кинематографических наград и премий.

## Биография
Кевин Джеффри Клэш родился 17 сентября 1960 года в Балтиморе (штат Мэриленд, США), но жил с семьёй в близлежащем рабочем посёлке Дандок. Был третьим из четырёх детей в семье (сёстры — Анита и Пэм, брат — Джордж). Отец — Джордж, сварщик; мать — Глэдис, в собственном доме присматривала днём за детьми, родители которых уходили на работу. Проявил интерес к кукловодству ещё в детстве, с 10 лет сам мастерил себе куклы, представления с которыми показывал детям, за которыми смотрела его мать; чуть позднее, став подростком, показывал уже на местном городском телеканале WMAR-TV небольшие представления для детей — к тому времени коллекция Кевина состояла уже из почти 90 собственноручно сделанных кукол. Ещё обучаясь в старшей школе, он гастролировал со своим маленьким театром по Балтимору, давая представления в школах и церквях. В 17 лет Кевин познакомился с известным кукольником, кукловодом и художником по костюмам Кермитом Лавом, который стал его наставником и сделал так, что с 1980 года молодой человек начал изредка играть второстепенных маппетов в крупном проекте «Улица Сезам». С 1985 года Кевин стал «рукой и голосом» одного из центральных персонажей передачи, Элмо, и работал с ним до 2014 года. Помимо этого он играл менее заметных персонажей «Улицы…»: Клиффорда, Кролика Бенни, Сову Хутс, Малышку Наташу.
С 1996 года в продажу поступает игрушка «Пощекочи Элмо». Это — самый продаваемый маппет из всей линейки кукол «Улицы Сезам».
С 1998 года Клэш стал пробовать себя как ассистента продюсера, сопродюсера и, в итоге, сам стал полноценным продюсером нескольких короткометражных телевыпусков, связанных с «Улицей Сезам». С 1999 года Клэш по такому же принципу стал режиссёром нескольких таких же телевыпусков.
В 2011 году на экраны вышел фильм «История Элмо: Приключение кукловода».

### Обвинения в гомосексуализме и педофилии
В ноябре 2012 года Кевин Клэш взял бессрочный отпуск, оставив команду «Улицы Сезам» в связи с подозрениями о его нетрадиционной сексуальной ориентации. Поначалу он отрицал эти подозрения, но вскоре подтвердил, что действительно является гомосексуалом (Клэш развёлся с женой в 2003 году после 17 лет брака; у пары есть ребёнок), но не педофилом.
В ноябре 2012 года некий 23-летний Шелдон Стивенс обвинил 52-летнего актёра в том, что он силой склонил его к сексуальным отношениям, причём это длится уже семь лет, то есть с 16-летнего возраста Стивенса. Предварительное расследование не нашло доказательств этому заявлению, да и сам Стивенс вскоре отказался от своего обвинения. Однако спустя всего несколько дней аналогичные обвинения актёру предъявил другой юноша, Сесил Синглтон, требуя компенсации в пять миллионов долларов; дело против Клэша взялся вести известный адвокат Джефф Хермен. В июле 2013 Клэша в домогательствах обвиняли уже трое молодых людей, но эти иски были отклонены судом в связи с истекшим сроком давности подачи заявления. Адвокаты истцов подали апелляцию на это решение, но в апреле 2014 года апелляционный суд оставил эти решения в силе.
Несмотря на то, что все обвинения с Клэша были сняты, с 2014 года актёр на телевидении практически не появляется, фактически, его карьера окончена.

### Личная жизнь
В 1986 году Кевин Клэш женился на девушке по имени Джениа Лавинг. В 1993 году у пары родилась дочь, которую назвали Шэннон. В 2003 году последовал развод. В ноябре 2012 года Клэш открыто заявил, что является гомосексуалом.

## Награды и номинации
С полным списком кинематографических наград и номинаций Кевина Клэша можно ознакомиться на сайте IMDb Архивная копия от 21 ноября 2012 на Wayback Machine.
- 2004 — Прайм-таймовая премия «Эмми» в категории «Лучшая детская программа» за роль в фильме «Улица Сезам представляет: Улица, на которой мы живём» — номинация.
- 2010 — Прайм-таймовая премия «Эмми» в категории «Лучшая детская программа» за роль в фильме «Когда семьи скорбят» — номинация.
- 2012 — Прайм-таймовая премия «Эмми» в категории «Лучшая детская программа» за роль в фильме «Растущая надежда против голода» — победа.

- 1990, 2001, 2002, 2003, 2004, 2005, 2006, 2007, 2008, 2009, 2010, 2011, 2012, 2013, 2014 — Дневная премия «Эмми» в категориях «Лучшее выступление в детской программе» и «Лучший режиссёр детской программы» за режиссуру и роли в выпусках «Улицы Сезам» — победы.
- 1997, 1999, 2000, 2001, 2002, 2003, 2004, 2006, 2008, 2009, 2012, 2013 — Дневная премия «Эмми» в категориях «Лучшее выступление в детской программе» и «Лучший режиссёр детской программы» за режиссуру и роли в выпусках «Улицы Сезам» — номинации.

- 2000, 2006 — NAACP Image Award в категории «Лучшее выступление в детской / юношеской телепередаче / спецвыпуске» за роли в передаче «Улица Сезам» и фильме «Улица Сезам представляет: Иди за той птицей» — номинации.
- 2007 — Премия «Мисс Джин» Уортли за «Служение семьям и детям» от Общественного телевидения Мэриленда[англ.] (первый человек, получивший эту награду)[19].
- 2013 — Премия Гильдии продюсеров США в категории «Лучшая детская программа» за роль в передаче «Улица Сезам» — победа.

## Избранная фильмография

### «Улица Сезам»
- 1980, 1982, 1985—2014 — Улица Сезам / Sesame Street — Элмо / Сова Хутс / второстепенные персонажи[англ.] (в 222 выпусках). В том числе спецвыпуски:
  - 1985 — Улица Сезам представляет: Иди за той птицей / Sesame Street Presents Follow That Bird — птицы / второстепенные персонажи
  - 1987 — Семейное Рождество маппетов[англ.] / A Muppet Family Christmas — Элмо
  - 1996 — Остров сокровищ маппетов / Muppet Treasure Island — Плохой Полли / Чёрный Пёс / Спа'ам / прочие персонажи
  - 1996 — Элмо спасает Рождество[англ.] / Elmo Saves Christmas — Элмо / Кролик Бенни / Малышка Наташа
  - 1996—1998 — Маппеты сегодня вечером[англ.] / Muppets Tonight — Клиффорд / Малч / Картер / прочие персонажи (в 22 выпусках)
  - 1998—2012 — Мир Элмо[англ.] / Elmo's World — Элмо (в 22 выпусках)
  - 1999 — Маппет-шоу из космоса / Muppets from Space — Клиффорд
  - 1999 — Приключения Элмо[англ.] / The Adventures of Elmo in Grouchland — Элмо / Пести / Ворчун-тюремщик / прочие персонажи
  - 1999 — Улица Сезам: Золушка Элмо[англ.] / CinderElmo — Элмо
  - 2002 — Очень маппетовское рождественское кино[англ.] / It's a Very Merry Muppet Christmas Movie — Орёл Сэм / второстепенные персонажи
  - 2005 — Шоу маппетов: Волшебник из страны Оз[англ.] / The Muppets' Wizard of Oz — Клиффорд / Малч
  - 2007 — Рождество Элмо: Обратный отсчёт[англ.] / Elmo's Christmas Countdown — Элмо
  - 2008 — Эбби в Стране чудес[англ.] / Abby in Wonderland — Элмо (Красный Кролик)

### Прочие работы
Актёр озвучивания
- 1981 — Капитан Кенгуру[англ.] / Captain Kangaroo — Кевин / второстепенные персонажи (в 2 эпизодах)
- 1986 — Лабиринт / Labyrinth — Четыре Стражника / Firey 1 / Амброзий
- 1990 — Шоу Косби / The Cosby Show — несколько персонажей-монстров (в эпизоде Cliff's Nightmare)
- 1990 — Черепашки-ниндзя / Teenage Mutant Ninja Turtles — Сплинтер
- 1990 — Диснейленд[англ.] / Disneyland — Клиффорд / лягушки / Аллигатор (в эпизоде The Muppets at Walt Disney World)
- 1991 — Черепашки-ниндзя II: Тайна изумрудного зелья / Teenage Mutant Ninja Turtles II: The Secret of the Ooze — Сплинтер
- 1991 — Торкелсоны[англ.] / The Torkelsons — Элмо (в эпизоде Educating Millicent)
- 1991—1994 — Динозавры / Dinosaurs — Малыш Синклер / Бабушка Этиль Филлипс / Говард Хэндьюпм / прочие персонажи (в 64 эпизодах)
- 1992—1993, 1995 — Город собак / Dog City — Элиот Шэг (в 8 эпизодах)
- 1996—1998 — Большая сумка[англ.] / Big Bag — Эвери (в 29 эпизодах)
- 2000 — Muppet RaceMania[англ.] — Клиффорд / Спа'ам (комп. игра)[20]
- 2000 — Muppet Monster Adventure[англ.] — Клиффорд (комп. игра)
- 2001, 2002, 2006, 2007, 2009 — Роув в прямом эфире[англ.] / Rove Live — Элмо (в 5 выпусках)
- 2002 — Подсказки Бульки / Blue's Clues — диктор (в эпизоде 100th Episode Celebration)
- 2004 — Уби[англ.] / Oobi — Рэнди (в эпизоде Babysitter!)
- 2004 — Западное крыло / The West Wing — Элмо (в эпизоде Eppur Si Muove)
- 2009 — Клиника / Scrubs — Элмо (в эпизоде My ABC's)
- 2009 — Игра / The Game — Муки / в роли самого себя (в эпизоде Do the Wright Thing)
- 2011 — Sesame Street: Once Upon a Monster[англ.] — Элмо (комп. игра)
- 2017 — На колёсах[англ.] / Tour de Pharmacy — персонажи «Улицы Сезам»

Продюсер
- 1999 — Приключения Элмо[англ.] / The Adventures of Elmo in Grouchland (сопродюсер)
- 2000, 2005, 2007, 2008 — Улица Сезам / Sesame Street (26 выпусков; соисполнительный продюсер)
- 2008 — Эбби в Стране чудес[англ.] / Abby in Wonderland (соисполнительный продюсер)

Режиссёр
- 2000, 2005, 2007 — Улица Сезам / Sesame Street (25 выпусков)
- 2008 — Эбби в Стране чудес[англ.] / Abby in Wonderland